# 赵维臣
赵维臣（1929年4月—2016年10月11日），男，黑龙江阿城人，中华人民共和国政治人物，曾任广西壮族自治区人民政府副主席，国务院生产办公室副主任、国务院经济贸易办公室副主任、党组成员，中国联合通信有限公司董事长、党组书记，第八、九届全国政协委员。